# Extensiones Intel SHA
Las extensiones Intel SHA (en inglés Intel SHA extensions) son un conjunto de extensiones del conjunto de instrucciones de la arquitectura x86 que soporta aceleración por hardware de la familia Secure Hash Algorithm (SHA). Introducido en la microarquitectura Intel Goldmont.
AMD añadió soporte en sus procesadores para estas instrucciones comenzando con Ryzen.
Hay siete nuevas instrucciones basadas en SSE, cuatro añaden soporte a SHA-1 y tres para SHA-256:
- SHA1RNDS4, SHA1NEXTE, SHA1MSG1, SHA1MSG2
- SHA256RNDS2, SHA256MSG1, SHA256MSG2